# Джагупова, Мария Марковна
Мария Марковна Джагупова (15 [27] сентября 1897, Армавир, Кубанская область — 14 декабря 1975, Ленинград) — российская и советская художница.

## Биография
Родилась в армянской семье в Армавире. Закончила гимназию. Брала частные уроки у художника Евгения Псковитинова.
С 1915 по 1917 год училась в рисовальной школе Общества поощрения художеств в Петрограде у Ивана Билибина, а затем — в мастерской Фёдора Рерберга в Москве.
В 1928 году вернулась в Ленинград, участвовала в выставках с начала 1930-х годов. Была близка к кругу Казимира Малевича в Ленинграде в 1930-е годы.
Участница многочисленных выставок, в том числе «Первой выставки ленинградских художников» в Государственном Русском Музее в 1935 году
В феврале 1938 года в Ленинграде в помещении клуба театральных работников открылась «Выставка работ женщин-художников». Среди 150 работ 62 авторов экспонировались произведения Д. М. Астаповой, Л. И. Гагариной, Т. Н. Давид, М. М. Джагуповой, Е. С. Кругликовой, В. Д. Семёновой-Тян-Шанской и других художниц.
До марта 1942 года находилась в блокадном Ленинграде. В марте 1942 года в состоянии тяжёлой дистрофии была эвакуирована из города. Жила в Перми, работала над агитационными материалами. В 1946 году вернулась в Ленинград.
После её смерти, за неимением наследников, имуществом занимался финотдел Октябрьского района Ленинграда. 20 живописных работ были переданы в Музей истории Ленинграда, а 15 картин — в Пермскую художественную галерею. Более ста произведений оказались в собственности Худфонда СХ РСФСР, откуда были то ли проданы, то ли похищены. Впоследствии часть из них всплыла на западных аукционах. Около 70—80 её работ были распроданы через комиссионный магазин.
Творчество художницы было принято относить к соцреализму. В то же время она была последовательницей идей супрематизма.
Многие работы художницы утрачены, а одна из них («Портрет Елизаветы Яковлевой») приписывается Малевичу.